# 莱泽诺
莱泽诺（義大利語：Lezzeno），是意大利科莫省的一个市镇。总面积22平方公里，人口2047人，人口密度93.0人/平方公里（2009年）。ISTAT代码为013126。